# Godów (Silezië)
Godów is een dorp in het Poolse woiwodschap Silezië, in het district Wodzisławski. De plaats maakt deel uit van de gemeente Godów en telt 1800 inwoners.

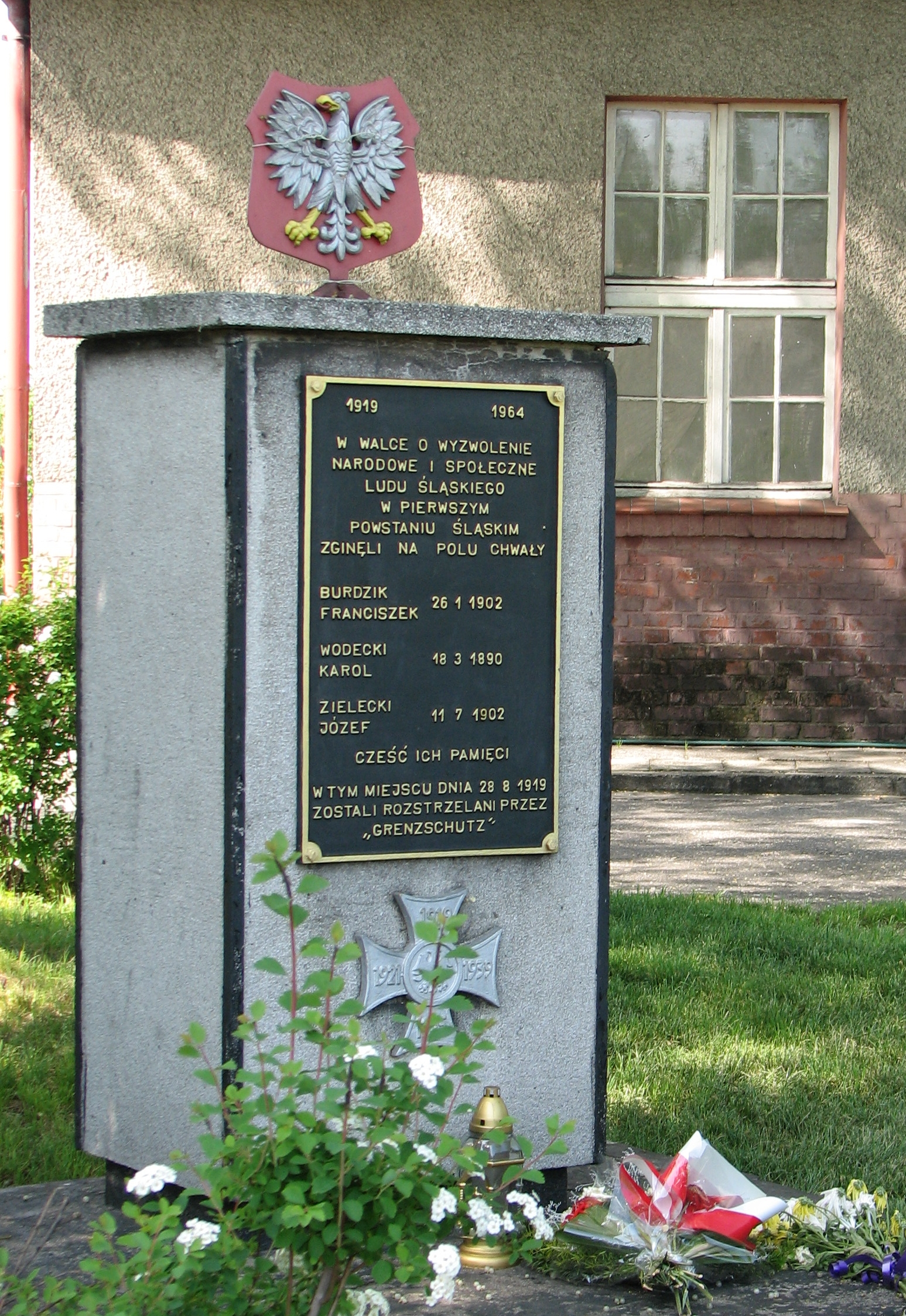
Pomnik poległych powstańców